# جزيرة شميدت
جزيرة شميدت هي جزيرة ضمن أرخبيل سيفيرينيا زيمليا في القطب الشمالي الروسي، تم تسمية الجزيرة على اسم العالم السوفيتي أوتو شميدت.